# Emmanuelle de Saint Chamas
 (juin 2013).
Si vous disposez d'ouvrages ou d'articles de référence ou si vous connaissez des sites web de qualité traitant du thème abordé ici, merci de compléter l'article en donnant les références utiles à sa vérifiabilité et en les liant à la section « Notes et références ».
Pour les articles homonymes, voir Saint-Chamas.
Emmanuelle Kabis de Saint Chamas, plus connue sous le nom d'Emmanuelle de Saint Chamas, née Emmanuelle Duchesne en 1973, est une auteure française de littérature d'enfance et de jeunesse.

## Biographie
Emmanuelle Kabis de Saint Chamas, mère de trois enfants a écrit, avec son mari Benoît de Saint Chamas, plusieurs ouvrages pour la jeunesse (romans, contes), traduits dans plusieurs langues.
Ils ont commencé à publier en 1999. Leur premier livre, Les Contes de l'alphabet (éditions du Jasmin), est devenu en France un classique de la littérature pour la jeunesse. Leurs publications ont été récompensées par plusieurs prix. Leurs livres puisent dans un imaginaire ancré dans le réel, un genre qu'ils ont baptisé « rêvalité » (Drealitym en anglais). 
Leur trilogie best-seller Strom, (2010-2011), évoque une organisation secrète multicentenaire qui forme des chevaliers de l'insolite, chargés de protéger l'humanité contre des forces invisibles.
Elle a scénarisé, avec son mari, le nouveau site internet du musée du Louvre (sur www.louvre.fr) destiné aux enfants, réalisé avec l'illustrateur François Place.
Emmanuelle de Saint Chamas a suivi les cours de l'École du Louvre et a passé une maîtrise de lettres. Diplômée de l'Institut d'études politiques de Paris (Sciences Po), elle est, depuis 2002, chargée de cours (localement appelé « maître de conférences ») à Sciences Po où elle dispense un cours sur les formes brèves en littérature.
Elle est nommée au grade de chevalier de l'ordre des Arts et des Lettres puis promue au grade d'officier le 29 octobre 2021 au titre de « Écrivaine de littérature jeunesse, co-scénariste du site internet du Musée du Louvre destiné aux enfants »

## Publications
- Contes de l'alphabet, trois volumes, Éditions du Jasmin, 1999
- Contes du Grenier, Éditions  du Jasmin, 2002
- Contes de la Cave, Seuil, 2003
- Le Puits du diable, Éditions du Jasmin, 2003
- Une Nuit de Noël, Seuil, 2003
- Contes des six trésors, Éditions du Jasmin, 2006
- Sagesses et Malices des anges et des pauvres diables, Albin Michel, 2006
- Le Secret de la Stèle Sacrée, Éditions du Jasmin, 2007
- L'Inconnue du Louvre, Éditions du Louvre - Éditions du Jasmin, 2008
- STROM t1 - Le Collectionneur, Nathan, 2010
- STROM t2 - Les Portails d'outre-temps, Nathan, 2011
- STROM t3 - La 37e Prophétie, Nathan, 2011
- Le démon aux mille visages - La face cachée du Strom, Nathan, 2013
- Les secrets du STROM, tome 1 - Le Labyrinthe des âmes, Nathan, 2019
- Les secrets du STROM tome 2 - Le prince écarlate, Nathan, 2019

## Décoration
- Officier de l'ordre des Arts et des Lettres 2021[4].

## Prix et distinctions
- Prix Saint-Exupéry 2000[5] pour Les comptes de l'alphabet coécrit avec Benoît de Saint Chamas, illustré par Quentin Gréban
- Prix Tatoulu 2005[réf. souhaitée]
- Prix littéraire Européen 2007[réf. souhaitée]
- Prix littéraire des Vosges 2008[réf. souhaitée]
- Prix des Incorruptibles 2008[6] pour Contes des six trésors, coécrit avec Benoît de Saint Chamas, illustré par Éric Puybaret